# Straßenbahn Wilhelmshaven

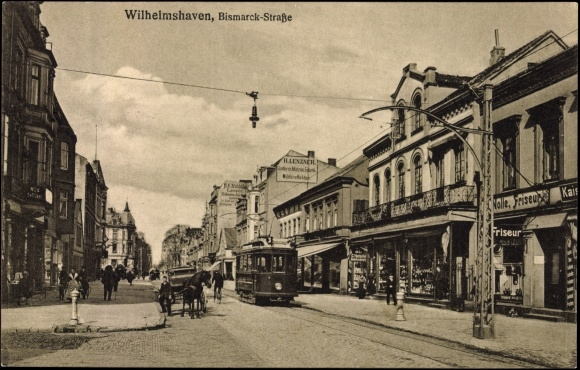
Die Bismarckstraße auf einer Postkarte von 1918 – zu sehen sind sowohl ein Pferdefuhrwerk als auch eine Straßenbahn.

Die Straßenbahn Wilhelmshaven war eine Straßenbahn in Wilhelmshaven und ihrer ehemals eigenständigen Nachbarstadt Rüstringen, sie verkehrte vom 17. März 1913 bis zum 30. März 1945.

## Geschichte
Mit der Eröffnung der Wilhelmshavener Straßenbahn erhielt der wichtigste deutsche Kriegshafen an der Nordseeküste erst kurz vor Beginn des Ersten Weltkrieges ein leistungsfähiges innerstädtisches Verkehrsmittel. Der Grund für diese Verzögerung lag darin, dass die Straßenbahn nicht nur in der damals preußischen Stadt Wilhelmshaven, sondern auch in der 1911 entstandenen oldenburgischen Stadt Rüstringen verkehren sollte. Beide Gemeinden waren zwar räumlich eng verbunden, konnten sich aber über die Ausgestaltung des neuen Verkehrsmittels lange nicht einig werden.
Erst im Jahre 1912 kam es zur Gründung der Wilhelmshavener Straßenbahngesellschaft mbH. 98 Prozent des Kapitals gehörten dabei der Deutschen Eisenbahn-Gesellschaft (DEAG) in Frankfurt am Main, wo das neue Unternehmen auch seinen formellen Sitz hatte. Diesem gehörte jedoch nur die Wilhelmshavener Infrastruktur; in Rüstringen war die Stadt selbst Eigentümerin. Gemeinsam war die Betriebsführung durch die DEAG bis zum Jahre 1936 gesichert.
Nachdem 1937 die Stadt Rüstringen in die Stadt Wilhelmshaven, die fortan zum Land Oldenburg gehörte, eingemeindet worden war, vereinigten sich auch die beiden Straßenbahnunternehmen zur Verkehrsgesellschaft Wilhelmshaven mbH. Obwohl die Wirtschaftskrise in den 1930er Jahren überwunden worden war, kam es nicht zu der wegen des starken Bevölkerungszuwachses erforderlichen Ausdehnung des Netzes. Nie an das Straßenbahnnetz angebunden wurden die Ortsteile Köpperhorn, Siebethsburg, Neuende, Schaar und Neuengroden sowie das neun Kilometer entfernte Fedderwarden, das Interesse an einer Anbindung gezeigt hatte.
Im Zweiten Weltkrieg erlitt die Straßenbahn schwere Schäden durch zahlreiche Luftangriffe auf Stadt und Hafen, die im Oktober 1944 zur Stilllegung fast aller Strecken führten. Ab diesem Zeitpunkt wurde nur noch die Strecke vom Hauptbahnhof bis zur Ahrstraße bedient. Der Angriff am 30. März 1945 führte dann mit der Zerstörung auch dieser Strecke zur dauernden Einstellung des Betriebes, weil der Wiederaufbau nicht mehr sinnvoll erschien. Ein solcher wurde auch nach Ende des Krieges nicht mehr in Betracht gezogen.

## Streckennetz

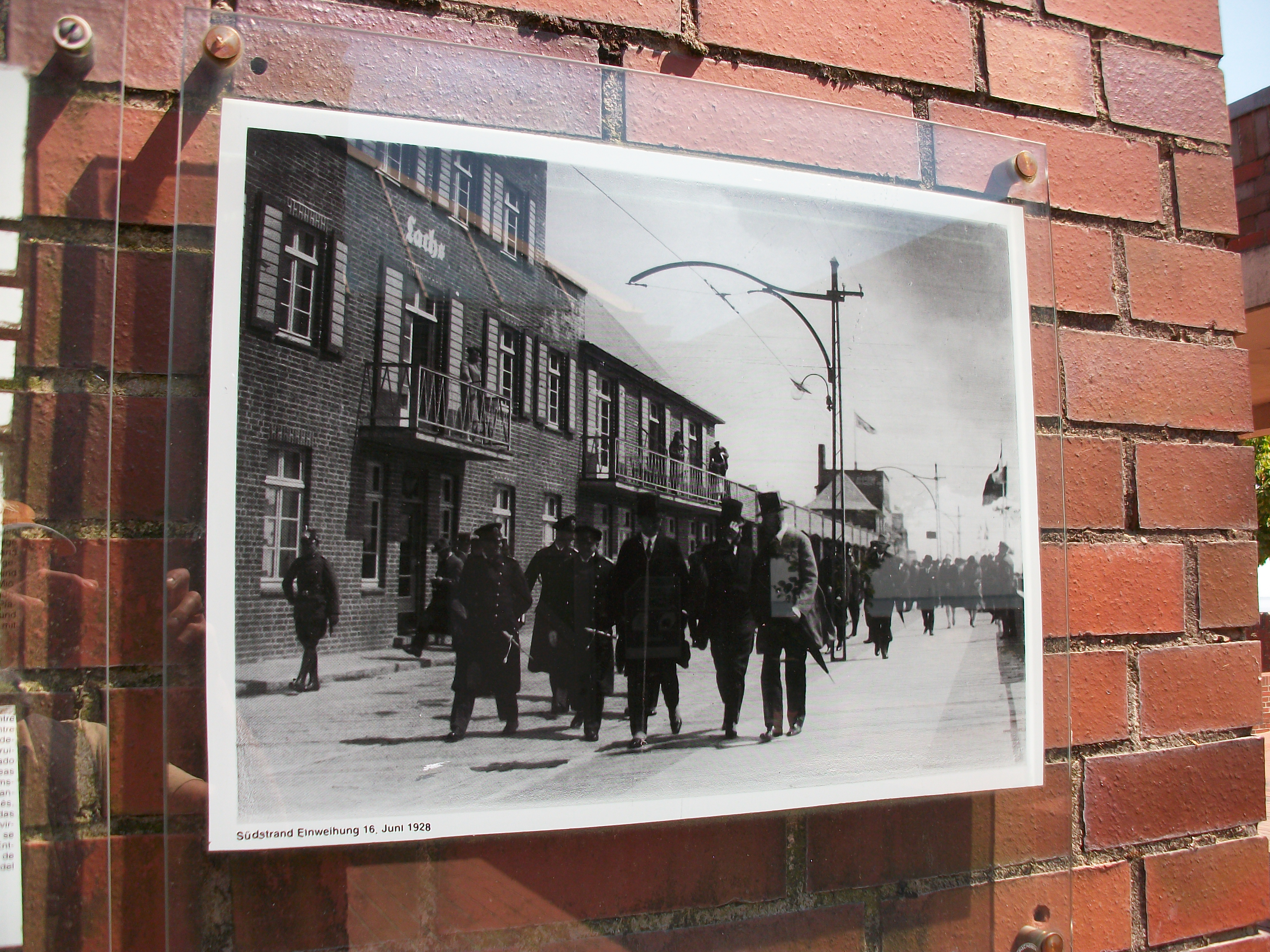
Südstrand Wilhelmshaven, Historisches Foto der Einweihung 1928, in Hintergrund sind die Fahrdrähte der Straßenbahn sichtbar

Auf einem eingleisigen, normalspurigen Streckennetz von 11,5 Kilometer Länge – davon 2,7 Kilometer in Rüstringen – verkehrten ab 1913 fünf Linien, die 1918 auf drei Linien reduziert wurden.
Linie 1: Friedenstraße (Wendeschleife über Leibnizstraße), Gökerstraße, Ebertstraße, Virchowstraße (Hauptbahnhof), Marktstraße, Bahnhof Rüstringen (später Westbahnhof)
Linie 2: Luisenstraße (Straßenbahndepot), Rheinstraße, Valoisstraße, Ebertstraße (Hauptbahnhof), Marktstraße, Gökerstraße, Rheinstraße, Ahrstraße, Kaiser-Wilhelm-Brücke, Strandhalle (1. Hafeneinfahrt)
Linie 3: Bismarck-/Ecke Gökerstraße (Bismarckplatz), Bismarck-/Ecke Jachmannstraße

## Fahrzeuge
Das Unternehmen Nordwaggon in Bremen lieferte 23 Triebwagen und 18 Beiwagen, die bereits geschlossene Plattformen aufwiesen und durch Schiebetüren abgeschlossene Innenräume mit hölzernen Querbänken hatten. Außerdem unterschieden sich die Straßenbahnen bei der Ausrüstung, beim Aufbau und der Farbgebung. Die preußischen Bahnen besaßen eckige Laternendächer, eine elektrische Ausrüstung von den Siemens-Schuckert-Werken und eine cremefarbene Lackierung. Die oldenburgischen Bahnen hatten heruntergezogene Dächer an den Enden (sogenannte Torpedodächer), die schnittiger wirkten und der Fahrgastraum-Belüftung zugutekamen, sowie eine elektrische Ausrüstung aus dem Sachsenwerk in Dresden-Niedersedlitz. Die Wagen erhielten eine dunkelbraune Farbe, die 1922 ebenfalls mit dem creme-farbenen Anstrich versehen wurden, aber den Eigentumshinweis Rüstringer Straßenbahn behielten. Im Laufe der 1930er Jahre erhielten die Triebwagen Scherenstromabnehmer anstatt der Bügelstromabnehmer (Lyrabügel) montiert.

## Nahverkehr nach 1945
Nach Stilllegung der Straßenbahn erhielt die Straßenbahn Bremerhaven 9 Triebwagen. Die Verkehrsbetriebe Wilhelmshaven betrieben nach der Einstellung der Tram mehrere Oberleitungsbus- und Omnibus-Linien im Stadtgebiet, der Stadtwerke-Oberleitungsbus verkehrte dabei noch bis 1960. Von 1944 bis zum 30. September 1954 existierte des Weiteren eine O-Buslinie der Oldenburger Vorortbahnen Pekol GmbH nach Jever. Außerdem beförderte die Werftbahn der Kriegsmarine zwischen 1939 und 1960 auch Personen, unter anderem nach Sande und Voslapp. Sie firmierte nach 1945 als Vorortbahn Wilhelmshaven.